# Keleti front (első világháború)
A keleti front az első világháborúban a központi hatalmak, Németország és Ausztria–Magyarország, illetve Oroszország harctevékenységének fő színtere volt. A hadszíntér Kelet-Európa nagy részét magában foglalta, elsősorban is a felosztott Lengyelországot, majd 1916-ban, Románia hadba lépése után már a Baltikumtól a Fekete-tengerig tartott. Ellentétben a nyugati fronton hosszú ideig tartó, szinte statikus pozícióharccal, itt a háború középső fázisában is lezajlottak nagyobb arcvonaleltolódások. Ez többek között annak volt köszönhető, hogy a központi hatalmak földrajzi helyzetük alapján könnyebben dobtak át csapatokat más hadszínterekről. Döntő hatást gyakoroltak végül a keleti fronton zajló harcokra a Lenin vezette bolsevik forradalmárok, akik az 1917-es októberi forradalom során átvették a hatalmat Oroszországban. A központi hatalmak erős nyomása 1918 márciusában végül rákényszerítette a forradalmi Szovjet-Oroszországot a breszt-litovszki különbékére, amelyet az oroszok mindenekelőtt a gazdasági szempontból jelentős Ukrajna átadása révén szereztek meg. A központi hatalmak e látszólagos előnye azonban – mindenekelőtt az Egyesült Államok hadba lépése miatt – nem hatott végül a háború eredményére. Oroszország és az Osztrák–Magyar Monarchia felbomlása, valamint az új nemzetállamok kialakulása a háború után korszakhatárt alkotnak Kelet-Európa történetében.

## Kiindulási helyzet a Német Birodalomban

### A háború előtti tervek

A Német Birodalom zászlaja

Miután 1894-ben Oroszország védelmi szerződést kötött Franciaországgal, 1905-ben a német vezérkar főnöke, Alfred von Schlieffen kidolgozta a róla elnevezett Schlieffen-tervet. Schlieffen az orosz hadsereg lassú mozgósításából indult ki a tervezés közben. Ezért azt javasolta, Németország gyors mozgósítást hajtson végre, és a stratégiai jelentőségű vasútvonalak segítségével gyorsan irányítsa csapatait Franciaország ellen. Schlieffen abból indult ki, hogy Franciaország, mint már korábban, az 1870-es porosz–francia háborúban, gyorsan kapitulál. Elképzelése az volt, hogy ezután az alakulatokat átdobja a cári birodalom ellen. A terv abból indult ki, hogy a Német Birodalom nagy erejű csapással mozgó háborúban néhány hét alatt legyőzné Franciaországot. Az orosz mozgósítás fázisa a hosszú utak és a kisebb mértékben kiépített vasúti hálózat következtében hat-nyolc hétig tartana. Ezt az időkeretet a német vezérkar elegendőnek tekintette a nyugati győzelem eléréséhez.

### Háborús célok
A Német Birodalom háborús tervei a világháború kezdetétől nagy mértékű annexiókra vonatkoztak. Így Bethmann-Hollweg birodalmi kancellár már az 1914-es Septemberprogrammjában többek között annexiókat említett Franciaországban, valamint Belgium szatellitállammá átalakítását. Bethmann-Hollweg programja egyébként abból indult ki, hogy nyugaton gyorsan eldől a háború. Bethmann-Hollweg azt javasolta, hogy Oroszországgal a Franciaország elleni győzelem után kössenek különbékét a lehető legkedvezőbb feltételekkel. Mivel a háborús helyzet éppen ellenkező módon alakult, tudniillik lövészárok-háború bontakozott ki nyugaton, és nagy területi nyereségeket értek el Oroszország ellen keleten, a keleti politika távlati céljaként tekintetbe vették Oroszország „megbénítását”. Ennek következtében az orosz Lengyelország, a balti államok, Finnország és Ukrajna elszakadását tartották szem előtt. Az elképzelés az volt, hogy ezzel pufferállamokból álló gyűrű alakulna ki a Német Birodalom körül az orosz cári birodalommal szemben. Az 1918-as breszt-litovszki békével ezeket a terveket nagyrészt megvalósították. Az akkoriban államként nem létező Lengyelország jövőjével kapcsolatban a központi hatalmak táborában még bizonytalanság uralkodott, 1917-ben azonban lengyel bábkormány felállítására került sor, amely a nacionalista erők elnyomása ellenére mozgósítani akarta a lakosságot a központi hatalmak számára. Érdekes, hogy ezt az agresszív területi politikát a politikai spektrum nagy részei, különösen a jobboldal támogatta. Csak 1917-ben állt ki a SPD, a Német Centrumpárt és a Haladó Néppárt, a Fortschrittliche Volkspartei (FVP) az annexió nélküli béke mellett.

## Kiindulási helyzet az Osztrák-Magyar Monarchiában

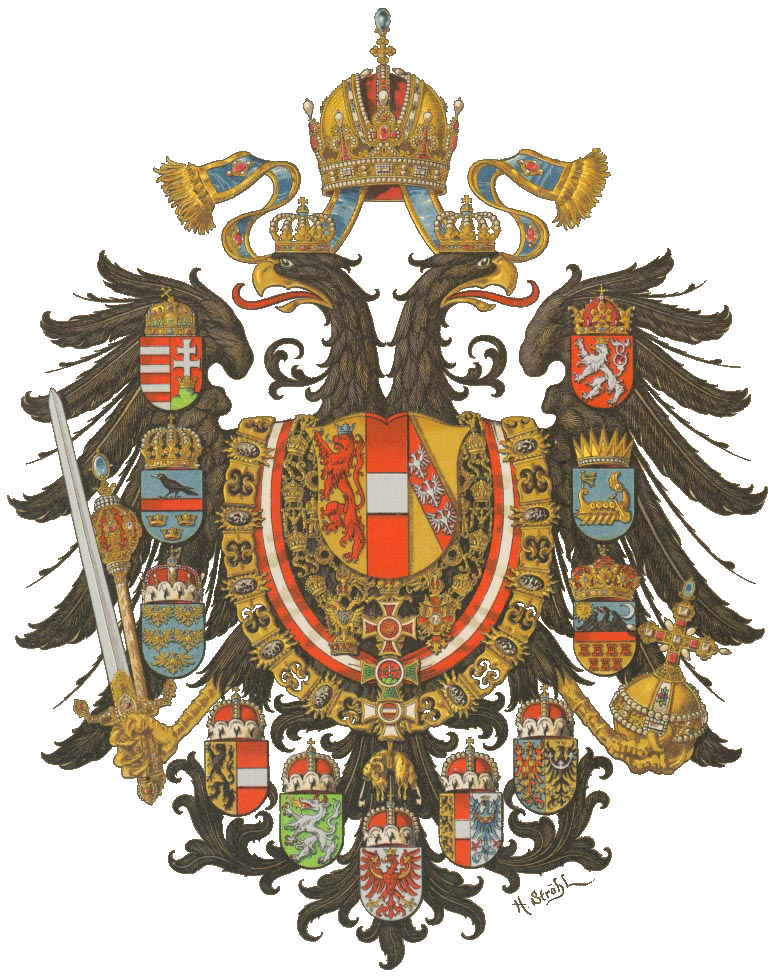
A császári és királyi kétfejű sas

### A háború előtti tervek
Az osztrák-magyar vezérkar terveinek figyelembe kellett venniük a kényes stratégiai helyzetet. Conrad von Hötzendorf, az osztrák-magyar hadsereg vezérkari főnöke felismerte, hogy az európai háborút kiváltó momentum a Balkánon fog történni. A Szerbia elleni háborút ez valószínűvé tette. Az Osztrák–Magyar Monarchiára nézve az Orosz Birodalom volt a legnagyobb fenyegetés, amellyel versengett a Balkánon levő befolyásért. Ezek a körülmények hozzájárultak az osztrák–magyar hadsereg széttagolódásához. A hadsereget három csoportra osztották fel. A terv az volt, hogy a csapatok túlnyomó részét, az A-Staffelt Galíciában vetik be a lehetséges orosz fenyegetés ellen. A szerb határt a hadsereg kisebb része, a Minimalgruppe Balkan fedezi. A két, meghatározott helyen felvonuló csoport mellett létrehozott, tizenkét hadosztályból álló tartalékot, a B-Staffelt a politikai és katonai helyzetnek megfelelően vagy a Szerbia elleni offenzíva keretében, vagy Oroszország ellen alkalmazzák.
Az osztrák ezredes, Alfred Redl viszont elárulta a terveket, és eltussolt az Orosz Birodalommal és ennek hadseregével kapcsolatos információkat. Bár már 1913-ban letartóztatták, az osztrák–magyar vizsgálóbizottság nem volt tisztában a kémtevékenység mértékével, és időbeli okokból sem volt lehetséges az egész stratégiát átalakítani.

## Kiindulási helyzet az Orosz Birodalomban

Az Orosz Birodalom zászlaja

### A háború előtti tervek
Az orosz birodalomnak az elveszített 1904–05-ös orosz–japán háború után fel kellett adnia ázsiai imperialista törekvéseit, és ezért különösen nagy figyelmet szentelt a Balkánnak. A pánszlávizmus eszméje, az a cél, hogy minden szláv népet egyesítsenek, kényszerűen konfliktusba sodorta a cári birodalmat az Osztrák–Magyar Monarchiával és ennek német szövetségesével. Emellett arra is törekedtek, hogy szabad útjuk legyen a Földközi-tengerhez, és állandóan jégmentes kikötőt akartak szerezni a Balti-tengernél. Az elképzelésük az volt, hogy az orosz felségterületre benyúló Kelet-Poroszországot és Nyugat-Poroszország egy részét annektálják. A Földközi-tengerhez vezető úthoz el kellett foglalni a Boszporusz feletti magaslatokat. Emiatt az orosz kormány természetesen feszült viszonyba került Törökországgal, amelynek létezését ez a lépés fenyegette.
Az orosz katonai doktrína fordulópontot élt át a 20. század kezdetén. Az orosz hadvezetés a Franciaországgal kötött szövetség ellenére 1893 óta defenzív álláspontot foglalt el. A terv az volt, hogy a Visztula mögött védekező háborút folytatnak, és a Németország és az Osztrák–Magyar Monarchia által három oldalról körülzárt és ezért nehezen védhető orosz Lengyelországot átmenetileg feladják. Ez megváltozott, amikor 1910-ben az orosz hadügyminiszter, Szuhomlinov kidolgozta a XIX. tervet. Ebben az állt, hogy az oroszok előretörnek Németország felségterületére, hogy csökkentsék a Franciaországra nehezedő nyomást. A miniszter vezető katonai tanácsadója, Jurij Danyilov Kelet-Poroszországot választotta ki az előrenyomulás céljaként, ugyanis délről és északkeletről is támadást lehetett indítani ellene. Kidolgozója nagy elégedetlenségére a politikai és társadalmi rivalizálások a cári hadseregben megakadályozták a terv teljes végrehajtását. Ehelyett kompromisszumos megoldás lépett életbe: az orosz haderőket két hadseregcsoportra osztják, az egyiket Németország, a másikat az Osztrák–Magyar Monarchia ellen vetik be. A végül elfogadott terv két hadsereget állított a német terület alkotta kiszögellés ellen előretörő csoport rendelkezésére. Az elképzelés az volt, hogy a Pavel Rennenkampf tábornok által vezetett 1. (vagy Vilnai) hadsereg a Memeltől nyomul előre egy mindössze hatvanöt kilométeres, a königsbergi erőd és a Mazuri-tavak által határolt fronton, miközben az Alekszandr Szamszonov tábornok által vezetett 2. (vagy Varsói) hadsereg széles, több mint 100 kilométeres arcvonalon délről menetel előre. Ezzel egyidejűleg a Nyikolaj Ivanov által vezetett Délnyugati Front az Osztrák–Magyar Monarchia ellen nyomul előre Galíciában.

### Társadalmi és politikai helyzet
A társadalmi helyzet a cári birodalomban régóta kritikus volt, az emberek legnagyobb része nyomorban élt. A cár által irányított egyeduralmi rendszer még a polgárság és a nemesség bizonyos rétegeiből is elégedetlenséget váltott ki.
Az orosz–japán háború és az azt követő recesszió után kitört az 1905-ös forradalom. Az értelmiség nagyobb szabadságokat követelt. A cár tekintélye jelentős mértékben csökkent az országban, és csak a lakosságnak tett engedmények (októberi manifesztum) révén tudta megakadályozni a rendszer összeomlását. Így létrejött az Állami Duma, az első orosz népképviselet. Az alkotmány következtében alig rendelkezett hatásos befolyási lehetőségekkel. De az egyre szélesebb körökhöz eljutó sajtó révén nagy propagandisztikus hatást gyakorolt a népre. Ez egyre erősebben korlátozta a kormány cselekvési szabadságát, ugyanis a liberális képviselők szalonképessé tették az alapvető szembenállást az állammal. Ebben a tekintetben előkészítették a terepet az októberi forradalom erőszakos szélsőbaloldali csoportjai számára. Ezt az ellentétet a cár reakciós politikája és a politikai struktúra modernizálása iránt érzett ellenszenve még nagyobb mértékben kiélezte. Ezzel Oroszország egyre gyengébb autokráciává változott, instabil kormánnyal, amelynek folyamatosan tekintettel kellett lennie a vele ellenséges érzületű közvélemény áramlataira. Bár 1914-ben a háborús helyzetre való tekintettel Oroszországban is egyfajta „belső békét” kötöttek a különböző politikai és társadalmi csoportok, ez a katonai vereségek miatt nem sokáig tartott.
Már 1915-ben tovább nőtt az elégedetlenség a parlamentben, és feszültség keletkezett a dumában, így a cár feloszlatta és a képviselők egy része a rendőri üldözés áldozatává vált. A következő években tüntetésekre és sztrájkokra került sor az egész országban (amelyeket 1916 végéig a cári rendőrség gyorsan levert), egészen az 1917-es februári forradalomig.

## 1914

### Stratégiai helyzet

A keleti front térképe 1914. augusztus 23-tól szeptember 28-ig

A Schlieffen-terv értelmében Németország először nyugaton indít támadást. Oroszország azonban korán hozzákezdett a mozgósításhoz, ami elintézte, hogy a németek lépéskényszerbe kerüljenek, és a lehető leggyorsabban kénytelenek legyenek megkezdeni a háborút. 1914. augusztus 1-jén Németország hadat üzent Oroszországnak. Oroszország viszont meglehetősen gyorsan fel tudta vonultatni csapatait a fronton, így a csapatok előre tudtak nyomulni Kelet-Poroszország és Galícia irányában, és a gumbinneni csatában az orosz 1. hadsereg (Rennenkampf) legyőzte a német 8. hadsereget (Prittwitz). A német főhadvezetőség, az Oberste Heeresleitung (OHL) részben ennek hatására visszavont két hadtestet a nyugati frontról, és erősítésül átirányította a keleti frontra. Mivel azonban ez a két hadtest nyugaton azt a szerepet kapta, hogy az esetleg kialakuló réseket lezárja, a Schlieffen-terv megingott. Szeptember első napjaiban brit felderítő repülőgépek észlelték, hogy az 1. német hadsereg (Kluck) fedezetlenül hagyta a jobbszárnyát, ami ellen megindult a franciák támadása (Maunoury). Később mintegy ötven kilométeres hézagot fedeztek fel az 1. és a 2. német hadsereg (Bülow) között. Ezt kihasználták a marne-i csatában, amikor brit csapatok hatoltak be ebbe a résbe. Ennek következtében a német előrenyomulást megállították, és nyugaton nemsokára megkezdődött a csaknem a háború végéig tartó lövészárok-hadviselés. Ezzel a Schlieffen-terv egyik alapfeltevése sem valósult meg. A francia hadsereg és a Brit Expedíciós Haderő elleni gyors győzelmet nyugaton nem lehetett elérni, annak következtében, hogy Schlieffen utóda, az „ifjabb” Moltke módosította, elrontotta, majd éppen a marne-i csata kezdete előtti napon végképp félretette Schlieffen tervét.

### A hadjárat alakulása

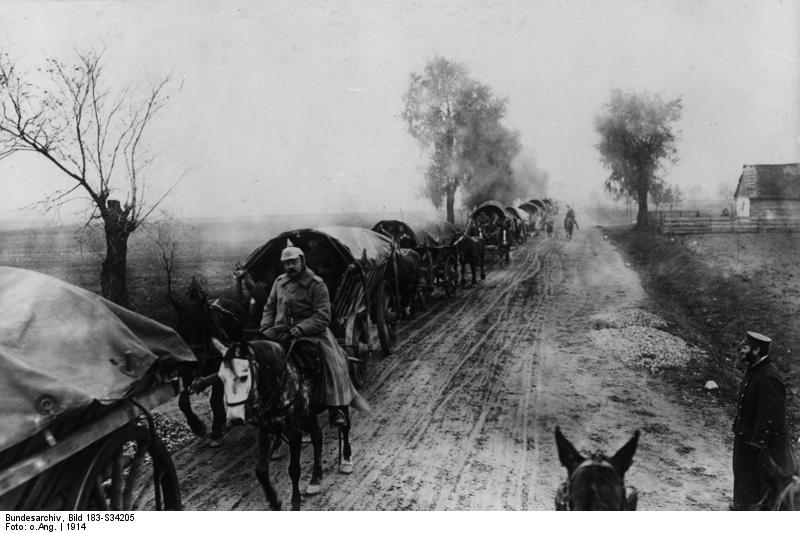
Német utánpótlásoszlop a keleti fronton, 1914-ben

A Kelet-Poroszország elleni orosz előretörést a tannenbergi csatában sikeresen megállították. Az ütközet az egyetlen egyértelmű, döntő győzelmet hozó nagy összecsapás volt az egész háború történetében.
Nyikolaj Nyikolajevics nagyherceg, az orosz főparancsnok szövetségesei kérésére támadást indított Kelet-Poroszország ellen. A Zsilinszkij tábornok parancsnoksága alatt álló Északnyugati Front (az orosz 1. és 2. hadsereg, Rennenkampf, illetve Szamszonov parancsnoksága alatt) azt a feladatot kapta, hogy mérjen összetartó irányú csapást Kelet-Poroszországra kelet, illetve dél felől. Miután a Gumbinnennél legyőzött Prittwitz (8. hadsereg) azonnali visszavonulást emlegetett a telefonban a Visztulán túlra, leváltották, és Hindenburgot nevezték ki a helyére, vezérkari főnöknek pedig Erich Ludendorffot kapta. Ludendorff, miután megérkeztek az új főhadiszállására, mindössze a Hoffmann ezredes (a hadsereg hadműveleti főnöke) által felvázolt tervet hagyta jóvá és nagyította fel. Hoffmann eredeti javaslata szerint a Rennenkampffal szembeni arcvonalszakaszról egy hadtest (az 1.) csatlakozik a Szamszonovval szembeni fronton tevékenykedő 20. hadtesthez (Scholtz), és csapást mért az oroszok szárnyára. Ludendorff, látva, hogy Rennenkampf nem folytatja az előrenyomulást, úgy döntött, hogy a hadsereg maradékát (az 1. tartalék- és a 17. hadtestet) is átirányítja Szamszonov ellen, és csapást mér velük a 2. hadsereg másik szárnyára. Augusztus 26-tól 30-ig Szamszonov hadserege súlyos vereséget szenvedett, a centrum egy részét (a 13. és a 15. hadtestet) bekerítették, a tönkrevert szárnyakat visszavetették kelet felé, Szamszonov öngyilkosságot követett el. Az oroszok veszteségei 100 000 főnél is nagyobbak voltak. Ludendorff ezután megtámadta a Zsilinszkij utasítása következtében még mindig Gumbinnennél veszteglő Rennenkampfot, és az első mazuri-tavaki csatában véglegesen kiszorította Németország felségterületéről.

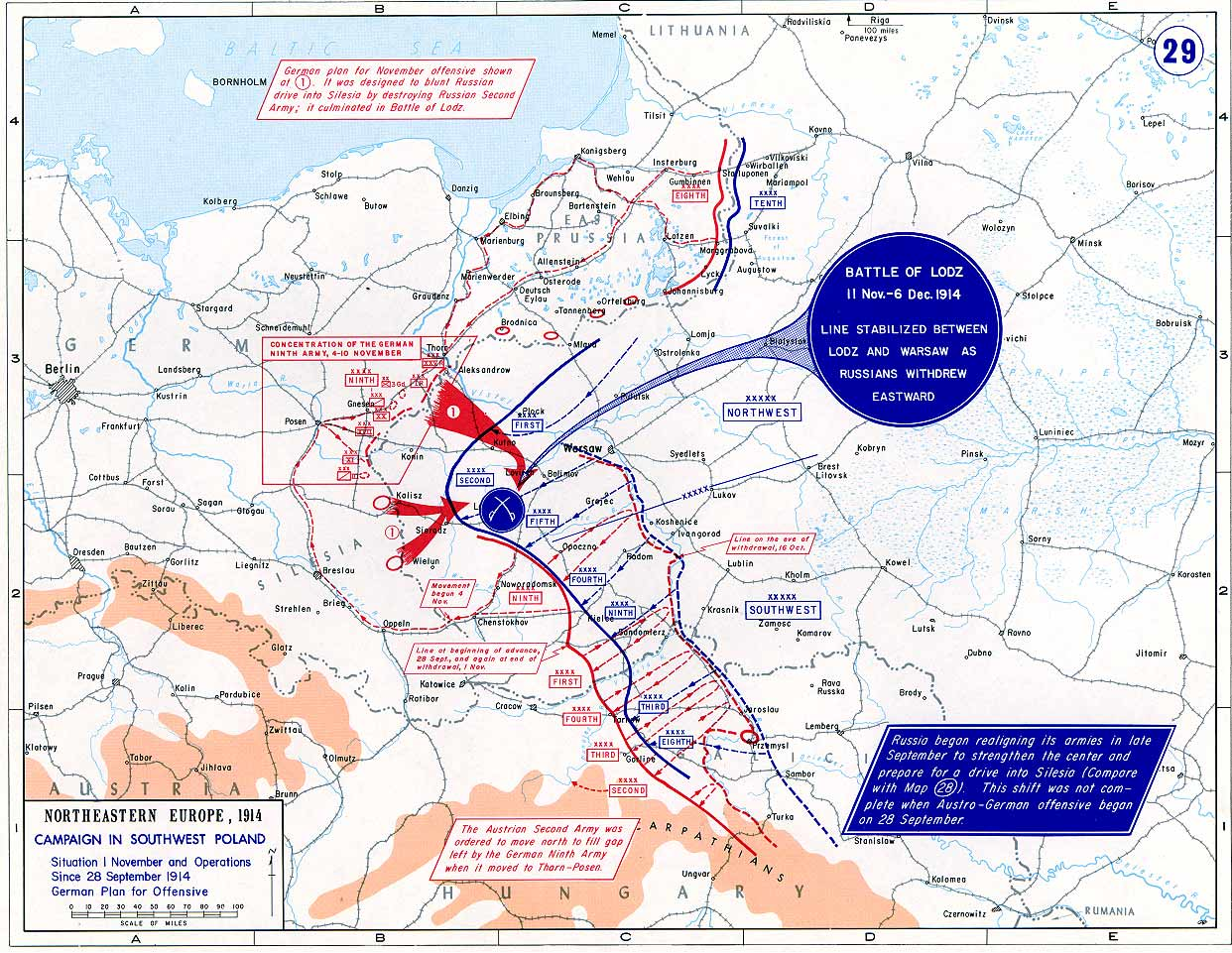
A keleti front térképe 1914. szeptember 28-tól november 1-ig

Az Osztrák-Magyar Monarchia vereségei miatt az egész német keleti frontot a Hindenburg-Ludendorff-Hoffmann trió parancsnoksága alá helyezték. Az újonnan létrehozott 9. német hadsereg a visztulai és a łódzi csatában ősszel és télen hiábavaló kísérletet tett Varsó elfoglalására.
Łódznál (november 11-től december 6-ig) kis híján sikerült megismételni a tannenbergi bekerítést. A német 9. hadsereg (Mackensen) egyik szárnya sikeresen beékelődött az orosz jobbszárny két hadserege (az 1. és a 2.) közé, miközben a másik körbevette a 2. hadsereget (Scheidemann), azonban az orosz centrum 5. hadserege (Plehve) a segítségére sietett és kimentette. Így kis híján a német átkaroló csapatok (a 25. hadtest, a 3. gárdahadosztály és a Richthofen-hadtest) jutottak arra a sorsra, amelyet az orosz 2. hadseregnek szántak, Ludendorff azonban végül stabilizálta a helyzetet.
Galíciában az orosz hadseregek jobb helyzetben voltak. Szeptember elején a galíciai csatában legyőzték az osztrák–magyar hadseregeket. Az orosz balszárny (a 3. és a 8. hadsereg) bevette Lemberget és Halicsot, amivel az osztrák-magyar balszárny (az 1. és a 4. hadsereg) hátát fenyegette. Az osztrák-magyar hadsereg az utolsó pillanatban, szeptember 11-én parancsot kaptak az általános visszavonulásra, ezzel kimenekültek a bekerítésből. Az orosz hadseregek szeptember végéig megszállták egész Galíciát és ostrom alá vették Przemyśl erődöt. Przemyśl időközben messze az orosz vonalak mögött volt, az osztrák–magyar csapatok azonban egész télen át sikeresen tartották. Az erőd csak 1915 elején esett el, miután mindkét fél súlyos veszteségeket szenvedett. 
A galíciai összecsapások során mindkét oldal lényegileg közvetlen megközelítést alkalmazott. Az egyetlen kiemelkedő hadvezér ezen a fronton az orosz 8. hadsereg parancsnoka, Bruszilov volt, aki később világhírű lett. Azonban nem volt jó viszonyban a felettesével, Ivanovval, valamint több kollégájával sem, már a hadjárat elején kicsinyes intrikák áldozata lett (kihagyták a nevét a győzelmi jelentésekből vagy kisebbítették a hadserege győzelmeinek jelentőségét), ami tovább rontott Bruszilov és a többiek kapcsolatán.

## 1915

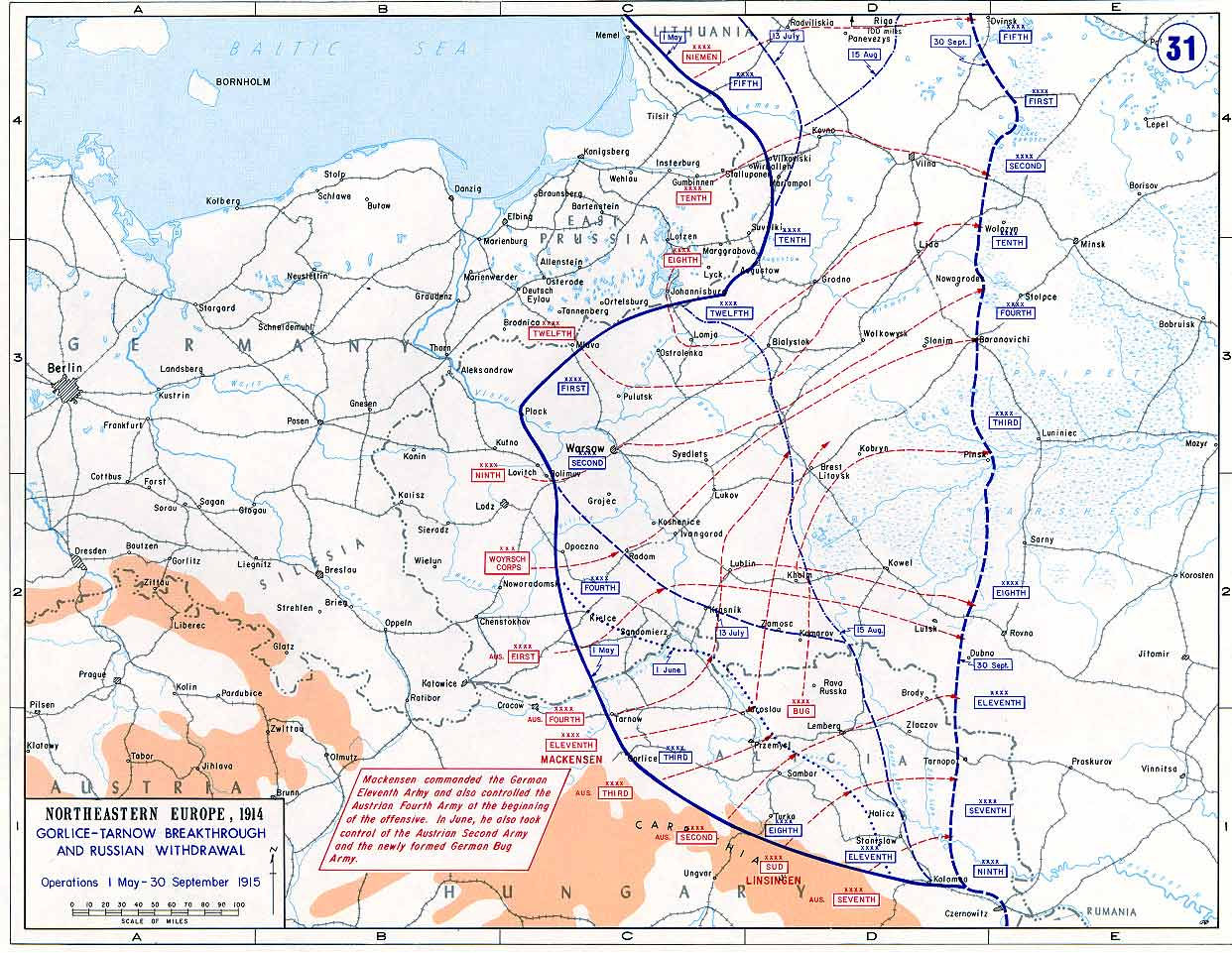
Az 1915-ös helyzet

1914 kényes helyzetbe hozta a központi hatalmakat. Bár az Északnyugati Front Kelet-Poroszország elleni támadásait visszaverték, a másik orosz hadseregcsoport, az Ivanov által vezetett Délnyugati Front győzelmet aratott az Osztrák–Magyar Monarchia ellen. A hadvezetésen belüli viták és az osztrák-magyar hadsereg elavult taktikai szintje miatt az oroszoknak csaknem egész Galíciát sikerült elfoglalniuk, és a Kárpátokig előrehatoltak. Ezzel az Osztrák–Magyar Monarchia fenyegető stratégiai helyzetbe került, ugyanis a cár hadseregei a Kárpátokon át egy csapással előretörhettek Magyarország területére.
A német arcvonalszakaszt az 1914-es győzelmek után újabb támadás érte. A Nyikolaj Ruzszkij tábornok vezette orosz Északnyugati Front újabb előretörést tervezett Kelet-Poroszország ellen. Bár a tavalyi veszteségek meggyengítették az oroszokat és csak egyetlen bevetésre kész hadsereg (a 10.) állomásozott a német határon, a nagy élőerő-tartalékok segítségével Ruzszkij a német területtől délre Plehve parancsnoksága alatt új hadsereget hozott létre (a Tizenkettediket), amelynek fontos szerepet szánt. A terve az volt, hogy ahhoz az eljáráshoz hasonlóan, amely Tannenbergnél a németek győzelméhez vezetett, átkaroló hadműveletet indít Königsberg ellen. A német csapatokat azonban Ludendorff megerősítette egy újonnan létrehozott hadsereggel (Eichhorn), a két hadsereggel csapást mértek a Sievers által vezetett orosz 10. hadsereg szárnyaira, és több mint száz kilométerrel visszavetették. Az új orosz hadsereg csak a második mazuri-tavaki csata végén lett bevetésre kész, és nem kapcsolódott be a harctevékenységbe. Ezzel a sikerrel a tényleges német főparancsnok, Ludendorff széles ütközőterületet hozott létre a cári birodalommal szemben, és véget vetett a Kelet-Poroszországot hét hónapig fenyegető orosz támadásoknak. Az orosz front összeomlását azonban nem tudta elérni, ahogy 1914-ben Lengyelországban, és 1915 nyarán az egész keleti fronton sem, bár az utóbbi esetben nem az ő (és Hoffmann) haditervét fogadták el.

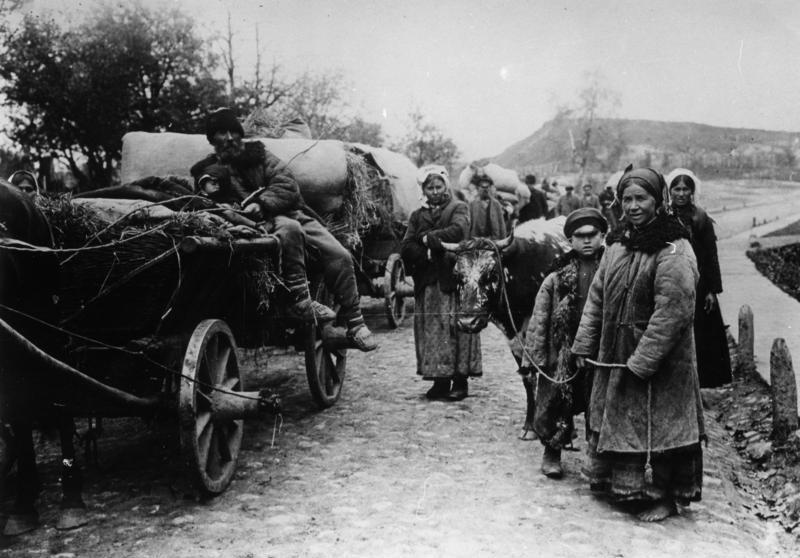
Menekülő orosz parasztok, 1915

Az osztrák-magyar vezérkari főnök, Conrad von Hötzendorf 1914-ben szembeszállt a Magyarországot fenyegető veszéllyel és utasítást adott a magyar alföldtől északra húzódó hegyekben. Az osztrák-magyar 3., 4. és 5., valamint a német Déli Hadsereg támadása Limanowa mellett kezdetben jól haladt az orosz 3., 8. és 9. hadsereg (Radko-Dmitrijev, Bruszilov, illetve Lecsickij parancsnoksága alatt) ellen, 1915 márciusára azonban megakasztották. A téli időjárás és az ellenség kemény ellenállása miatt márciusig a Habsburg monarchia hadserege több mint 300 000 főt veszített.
Ezek a veszteségek Ausztria-Magyarország esetében kétszeres jelentőséggel bírtak. A háború előtti időszakban pénzügyi megfontolások miatt a harcképes lakosság csak 20–25%-át sorozták be a hadseregbe. Ezeknek is mindössze egytizede kapott teljes katonai kiképzést. Ezzel a hadsereg csak nem kielégítő mértékben kiképzett tartalékokra támaszkodhatott, hogy a veszteségeit pótolja.
A legénységihez hasonlóan a tiszti állomány magas veszteségei is súlyosan bénították a hadsereg erejét. Az idős, kiszolgált tisztek helyébe gyorsan kiképzett, tapasztalatlan újoncok léptek. Az új generációs parancsnokok gyakran nem tudták vezetni az etnikailag heterogén alakulatokat. A Conrad által propagált Befreiungsschlag, felszabadító csapás után Ausztria az összeomlás szélén állt, saját hadserege demoralizálódott és legyengült, az oroszok pedig még mindig a birodalom területén állomásoztak. A limanowai offenzíva lett az osztrák–magyar haderő utolsó önálló hadművelete. (Valójában Ausztria már ekkor sokat köszönhetett a kölcsönkapott német csapatoknak, amelyek a Déli Hadsereg (Linsingen) kötelékeibe tartoztak.. Innentől kezdve az osztrák-magyar hadsereg egyre inkább német szövetségese rangban fiatalabb és hanyatló partnere lett. Ausztria–Magyarország katonai ereje csak az egyre nagyobb számú német segéderőknek köszönhetően maradt fenn a háború későbbi szakaszában. Ez a folyamat tábornokok és seregtestek átdobásával kezdődött, és a háború végéig folytatódott, egészen addig, hogy (bár kisebb mértékben) már német altiszteket is bevetettek az osztrák-magyar hadseregben.

### A gorlicei áttörés

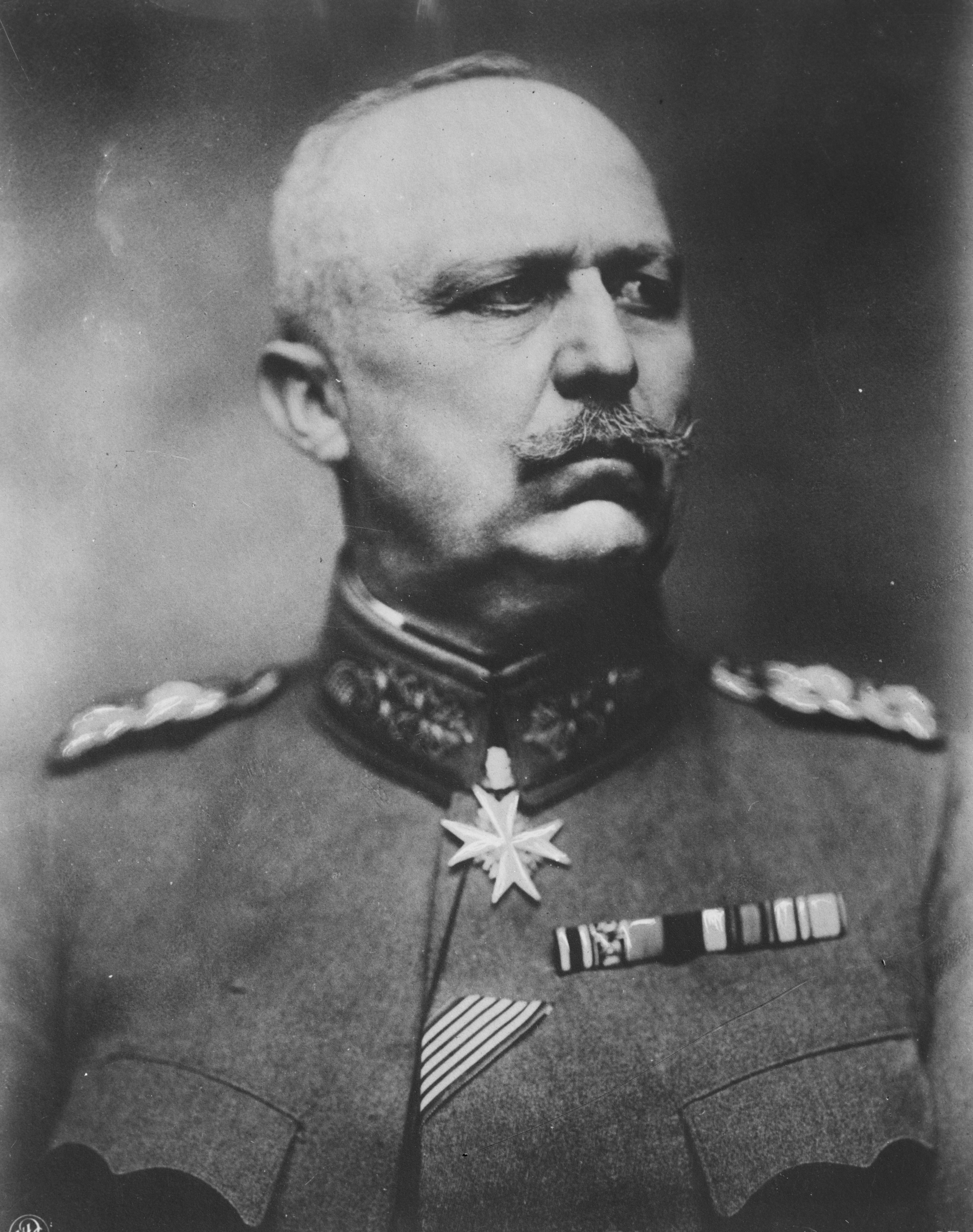
Ludendorff, a keleti front tényleges főparancsnoka 1914 és 1916 között

Ludendorff tábornok már 1915 januárjában az OHL vezetőjéhez, Erich von Falkenhaynhoz fordult és német beavatkozást követelt, hogy megakadályozzák a szövetségesük összeomlását. Ludendorff átkaroló hadműveletet javasolt az egész keleti front területén. A terv az volt, hogy a Lengyelországban tevékenykedő orosz hadseregeket az Osztrák-Magyar Monarchia délnyugat, a németek pedig északnyugat felől több száz kilométer mély katlanba zárják. Falkenhayn túlságosan kockázatosnak találta ezt a tervet, és nem akart csapatokat elvonni a nyugati frontról; továbbá a Conrad által felvázolt tervet támogatta. A támadás célja a javaslat szerint a gyenge pont az orosz Délnyugati Front Dél-Galíciában tevékenykedő 3. hadseregének arcvonalán. Ezen a gyengén védett arcvonalszakaszon az osztrák-magyar vezérkari főnök a lehető legnagyobb számbeli fölényt akarta összpontosítani, hogy áttörést érjen el. Ezt a klasszikus, Clausewitzen alapuló, tisztán közvetlen megközelítést alkalmazó tervet Falkenhayn támogatta, csak abban kételkedett, hogy az osztrák-magyarok képesek-e végrehajtani is. Ausztria-Magyarország támogatására átdobta a Mackensen vezette 11. hadsereget, amivel a Német Birodalom szám szerint az erők nagyobb részével vett részt a hadműveletben, amely gorlicei áttörés (május 2-től 5-ig) néven vonult be a történelembe és fordulatot hozott a keleti fronton. Az orosz front a német áttörés következtében összeomlott, és az orosz hadsereg kénytelen volt teljesen kiüríteni Lengyelországot. A szétvert 3. hadsereget Les, aki Radko-Dmitrijev helyébe lépett, június közepén végül újra meg tudta szervezni, az arcvonalat azonban nem bírták tartani.

### A nagy visszavonulás
A gorlice–tarnówi katasztrófa után a cári hadsereg először a Sanhoz vonult vissza. Ezeket a védelmi állásokat sem bírták tartani. Mackensen ezután újra csapást mért, június 3-án bevette Przemyślt, június 22-én pedig Lemberget (ma Lviv). Nyikolaj nagyhercegnek parancsot kellett adnia a orosz Lengyelország kiürítésére. Falkenhayn, aki biztonságban akarta tudni Ausztria-Magyarországot(amely Olaszország hadüzenete miatt most veszélybe került) az oroszok újabb heves támadásaitól, úgy döntött, hogy folytatja az offenzívát. Június 3-án Ludendorff azt javasolta, indítsanak kettős átkarolást a szárnyakról. Ehhez megfelelő nagyságú erősítést kért, amellyel, ha bekeríti a lengyel kiszögellésben küzdő orosz hadseregeket, véget vethet a háborúnak keleten. Mackensen a középső arcvonalszakaszon indított támadás mellett állt ki. Falkenhayn egyetértett Mackensennel, utasította Ludendorffot, készítsen elő frontális támadást a balti arcvonalszakaszán Mackensennek a centrumban végrehajtott offenzívája támogatására.
Falkenhayn terve az volt, hogy Mackensent észak felé fordítja, és Ludendorff-fal együttműködésben, aki délkelet felé mér csapást, csapdába ejtik a lengyelországi kiszögellésben tevékenykedő orosz hadseregeket. Ahogy azonban Ludendorff előre látta, a németek összetartó irányú támadása mindössze kiszorította a kiszögellésből az orosz seregtesteket és visszavetette őket kelet felé. A visszavonulás közben az oroszok egyre közelebb kerültek saját bázisaikhoz és tartalékaikhoz, és ellenállásuk is egyre erősödött.
Falkenhayn megkésetten megengedte Ludendorffnak, hogy kísérelje meg, amit már jóval korábban javasolt: széles átkaroló hadműveletet Kovno és Dvinszk felől Vilna irányába. A német 10. hadsereg valójában megközelítette a minszki vasutat, messze Vilnán túl; az oroszok ellenállóereje azonban túl nagy volt Ludendorff csekélyke erői számára, ráadásul a tartalékai is kezdtek kifogyni, és a hónap végére felfüggesztette a hadműveleteit. A Luck felől keleti irányban indított, szeptember végén kezdődő és októberben is folytatódó osztrák-magyar támadás nagy veszteségeket szenvedett és semmi eredményt nem ért el. Őszre a keleti front a Rigától kevéssel nyugatra, a Balti-tengertől délen Czernowitzig húzódó vonalon stabilizálódott. Az oroszok a visszavonulásuknak köszönhetően most 700 kilométerrel rövidebb vonalon álltak, mint 1915 tavaszán.
A központi hatalmak elmulasztották a nagy lehetőséget. Ez a kudarc Falkenhayn és Conrad döntésének a következménye volt, hogy közvetlen megközelítéssel próbál sikert elérni keleten. Bár augusztus végére Oroszország súlyos 750 000 fős veszteségeket szenvedett, a hadsereg megmenekült a megsemmisüléstől, és télen újra magára talált.  Már 1916 tavaszán – talán túlságosan elsietve – támadást indítottak a Narocs-tónál (ma Naracs-tó), majd jóval nagyobb bizonyítékát adták harcképességüknek a nyáron, a Bruszilov-offenzívával, ami az összeomlás szélére sodorta Ausztriát, és Falkenhayn leváltásához vezetett.

#### Muníciós válság Oroszországban
Az orosz főparancsnokság a háborús év veszteségeinek okát a hadianyag hiányában látta. Ezek a készletek akkor vesztek el, amikor az előretörő német csapatok elfoglalták az erődítményeket. A hadianyaggyártás a cári birodalomban nehézkes volt, a magánvállalatokba vetett bizalom a hadsereg állományában csekély, és 1916-ig nem sok tőkét fektettek ebbe az iparágba. Az orosz lőszerszükséglet mintegy ötven százalékát Nagy-Britanniából és az USA-ból fedezték. Mivel a megbízott cégeket teljesen igénybe vette, hogy a világhatalmak szükségleteit fedezzék, a kívánt mennyiségnek csak kis részét tudták leszállítani Oroszországnak. A következő évben az orosz hadfelszerelési ipar két és félszeresére tudta növelni a termelési mutatókat, és a szövetségesek elégtelen segítsége ellenére fedezni tudta a hadsereg szükségleteit.

## 1916

### A Naracs-tavi offenzíva

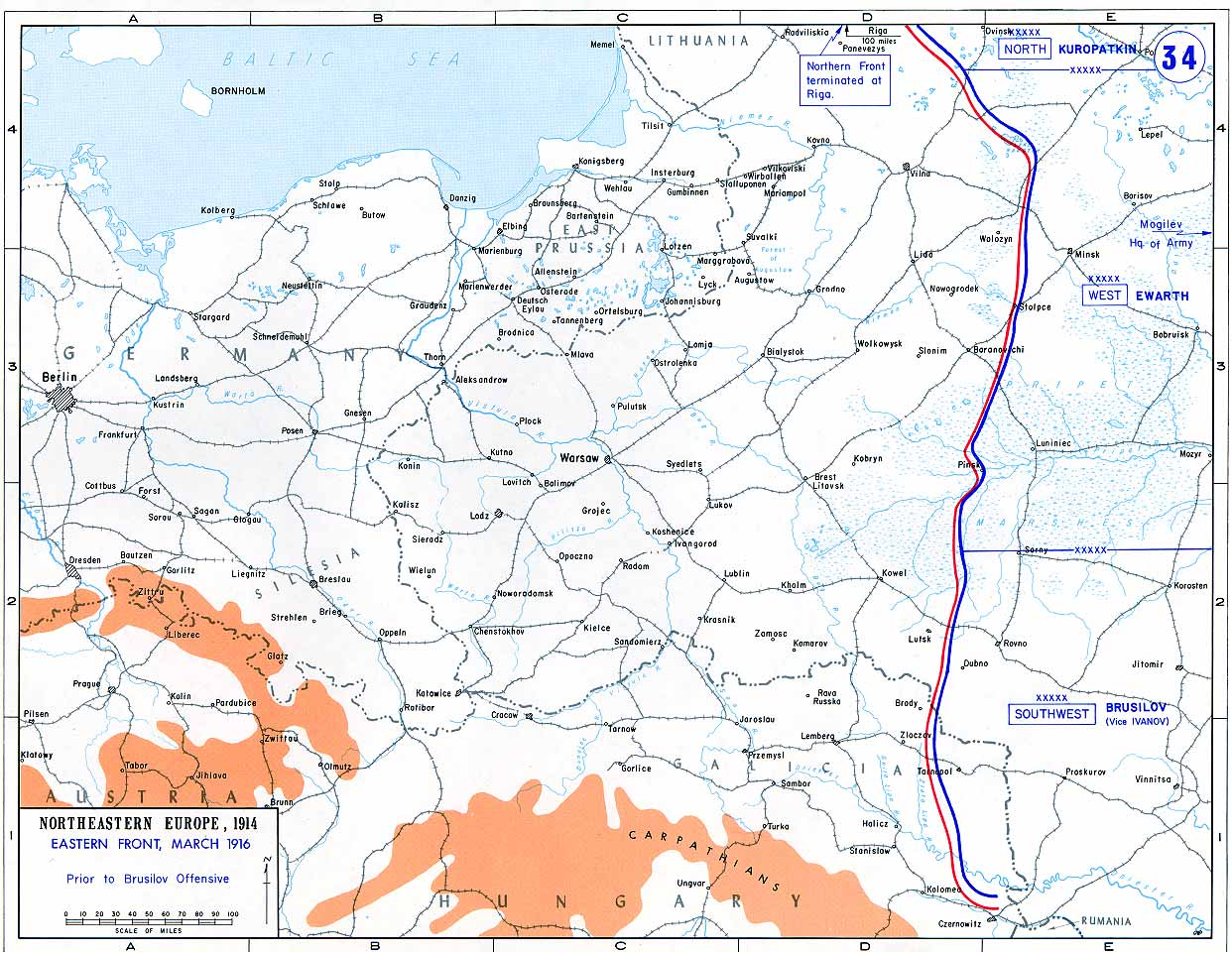
A keleti front térképe 1916-ban

1916 megkönnyebbülést jelentett az orosz hadvezetés számára. A muníciós válságon a termelés fokozásával úrrá lettek, és ezzel az orosz főhadiszállás újra akcióképesnek tekintette a hadsereget. A cári hadsereg régi elitje egyedül a nehéztüzérség hiányával magyarázta az első két év súlyos vereségeit. Az elavult taktikák beható elemzésére nem került sor. Ezt az is elősegítette, hogy a legtöbb nemesi származású főtiszt idős volt (ez a többi ország tábornokaira is vonatkozik), és társadalmilag is elkülönültek többnyire alacsonyabb származású csapattisztjeiktől. Az orosz vezetési törzsek nagy része az egész háború alatt nem emelkedett a háború előtti korszak katonai elméleteinek a színvonala fölé. Ennek következtében 1916 tavaszán az Északnyugati Front arcvonalszakaszán, Fehéroroszországban a régi konvencióknak megfelelő offenzívát terveztek. Ez a Naracs-tavi offenzíva (március 16-tól) hősies, de elsietett kísérlet volt arra, hogy elvonják a németek csapatait a nyugati frontról. Március 27-ig folytatták, bár nagyon kevés teret nyertek nagy költségek árán (több mint százezer embert vesztettek) és csak rövid időre.
Ez az orosz hadvezetés részleges pszichológiai megbénulásához vezetett. Még a vezérkari főnök, Alekszejev is kételkedett abban, van-e értelme egy új offenzív hadműveletnek. Miután az első két évben materiális problémákat okoltak, az élőerő és a hadianyag terén 1916-ra létrejött nagy fölénnyel is katasztrofális eredményeket értek el. Ezzel a Naracs-tavi offenzíva jelentős sortörést alkot a háborúban. Ez volt a régi katonai elit utolsó aktív hadművelete. A veterán tiszteket nem váltották le, azonban nem hittek többé abban, hogy az offenzívának van értelme, és nem is hajlottak arra, hogy ilyen hadműveletekbe kezdjenek.

### A Bruszilov-offenzíva

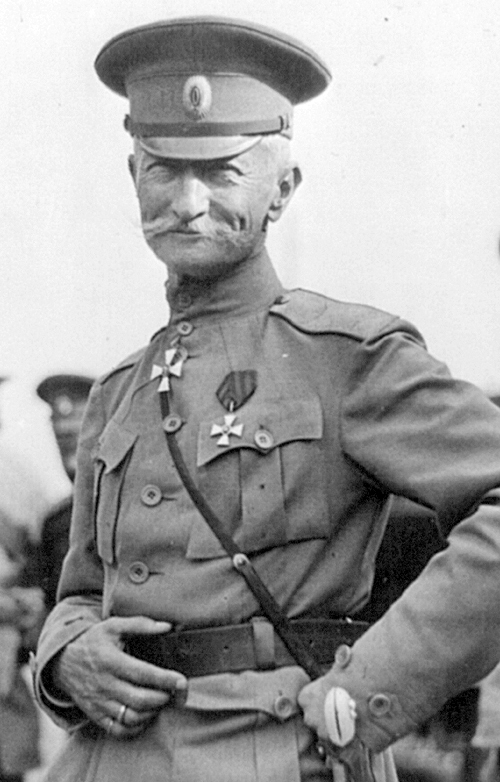
Bruszilov, a háború legsikeresebb orosz parancsnoka

Mialatt a vezérkar nagy része rezignáltan az egyszerű katonákat hibáztatta minden kudarcért, az orosz hadseregben mégis taktikai változások és fejlődések mentek végbe. Bruszilov korábbi tapasztalatai hatására új koncepciót dolgozott ki. A régi taktika abban állt, hogy szűk, korlátozott méretű szakaszokon összpontosítják a lehető legnagyobb erőket, és hosszú tüzérségi előkészítés után a gyalogságot rohamra küldik az ellenséges állások ellen. Ez nagy veszteségekhez vezetett, anélkül, hogy döntő sikereket értek volna el. Bruszilov képes volt sikeresebb taktikát kidolgozni. Egyfelől több száz kilométer hosszú arcvonalszakaszon több irányból indított támadást. Ezzel megakadályozta, hogy az ellenség gyorsan és tervszerűen ossza el a tartalékait. Másfelől a gyalogságnak a roham közben a lehető legrövidebb távolságok kellett megtennie. Az orosz lövészeknek a Naracs-tavi csatáig több száz méteres távolságot kellett megtenniük, Bruszilov viszont a lövészárkokat olyan közel ásatta meg az ellenséges állásokhoz, amennyire lehetséges volt, ennek köszönhetően sikerült meglepni az osztrák-magyarokat. A rohamtaktikának ezzel a formájával Bruszilovnak sikerült a cári hadsereg első győzelmes hadműveletét vezetnie 1914 óta. (Egyes történészek szerint az első sikerek után Bruszilov részben visszatért a régi, elavult taktikához - ez magyarázza az orosz gárdahadsereg júliusi támadásának kudarcát is -, ami növelte az oroszok veszteségeit. Az alakulatokat továbbra is a régi taktikának megfelelően képezték ki, nem váltottak át a Bruszilov-féle rohamtaktikára. Ennek részben az volt az oka, hogy a hadvezetés konzervatívabb része lebecsülte a hadművelet sikerét, ugyanis az osztrák-magyar hadsereg arcvonalszakaszán hajtották végre.)
Az orosz hadvezetés a Naracs-tavi offenzíva után a júliusi nagy erejű támadás előkészületeibe kezdett bele: a terv az volt, hogy a fő csapást Evert középső hadseregcsoportja méri a front mologyecsnói szektorában (a Naracs-tótól délre), Kuropatkin északi csoportja pedig befelé tett fordulattal támogatja. Ugyanezen az értekezleten azonban Bruszilov délnyugati csoportját is felhatalmazták, hogy indítson a szándék szerint elterelő támadást a saját szektoraiban. Végül Bruszilov támadása lett az offenzíva messze legjelentősebb hadművelete.
Olaszország, amelyet Ausztria májusi, asiagói offenzívája meglepett, gyors cselekvésre kérte az oroszokat, hogy elvonják az ellenség tartalékait az olasz frontól, az oroszok válaszul újra felgyorsították az előkészületeiket. Bruszilov vállalta, hogy június 4-én megindítja a támadását, azzal a feltétellel, hogy Evert támadása tíz nappal később megindul.
Bruszilov négy hadserege (a 8., a 11., a 7. és a 9.) nagyon széles fronton volt elosztva. Az arcvonal északon Lucktól a középső szektorban Tarnopolon és Bucsácson át délen Czernowitzig tartott. Miután először csapást mért a tarnopoli (orosz 11. hadsereg) és a czernowitzi szektorban (9. hadsereg), Bruszilov offenzívája június 4-én teljesen meglepte az osztrák-magyarokat, amikor Kalegyin hadserege megindult Luck felé; a védelem azonnal összeomlott, és a támadók előretörtek két osztrák-magyar hadsereg között. Ahogy Bruszilov kiszélesítette az offenzívát, az oroszok ugyanekkora sikert arattak a bucsacsi szektorban és a Bukovina területére mért csapásukkal, amely Czernowitz elfoglalásával érte el a tetőpontját. Június 20-ig Bruszilov 200 000 foglyot ejtett.

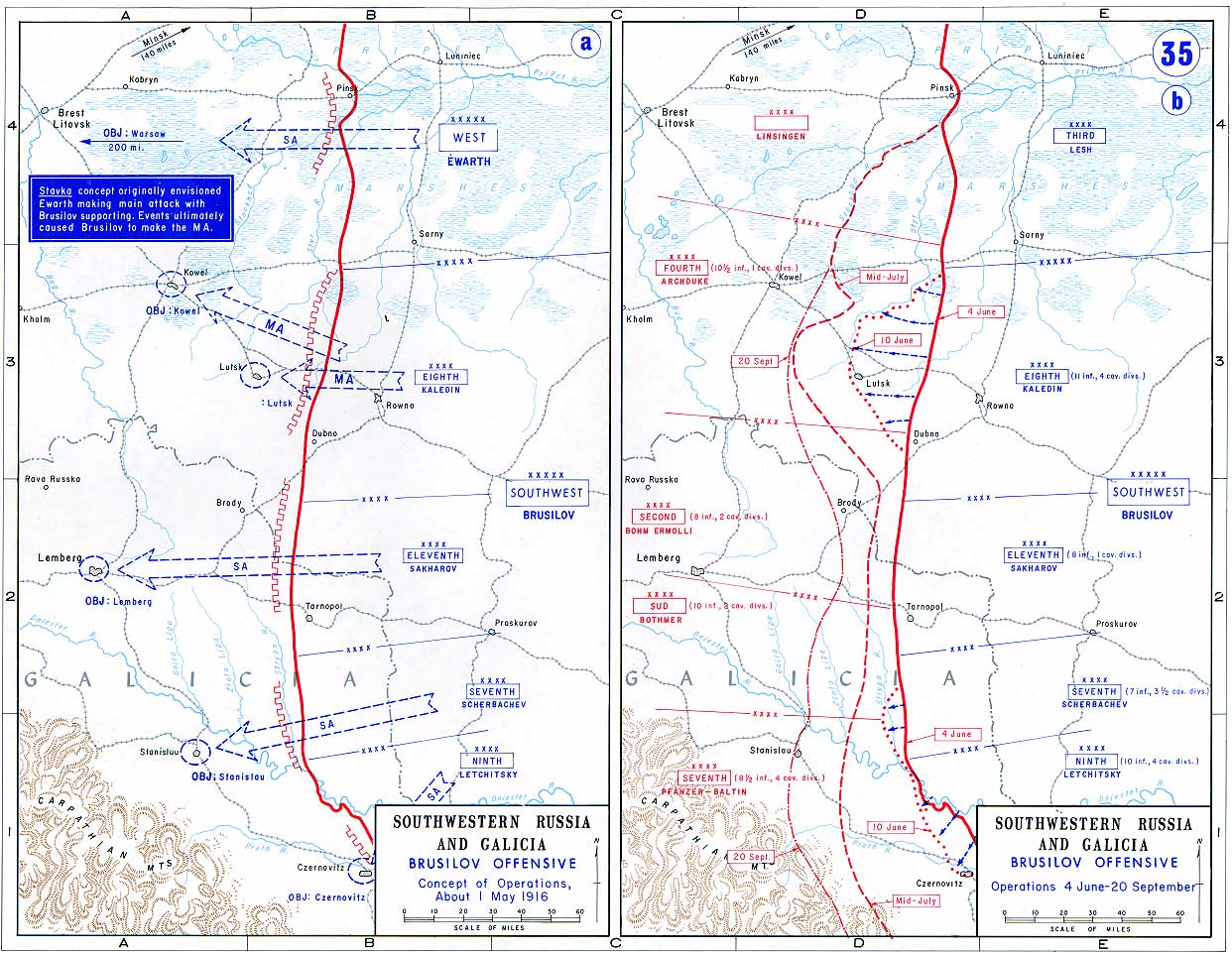
A Bruszilov-offenzíva térképe

Evert és Kuropatkin azonban, ahelyett, hogy a megbeszélt tervnek megfelelően csapást mértek volna, különböző ürügyeket találtak az időhúzásra. A vezérkar főnöke, Alekszejev ezért megpróbálta átdobni a tétlen páros tartalékait Bruszilovhoz, az oroszok haránt irányú összeköttetési vonalai azonban olyan ritkák és rossz minőségűek voltak, hogy a németeknek volt idejük megerősíteni az osztrák-magyarokat, mielőtt Bruszilov elég erős lett volna ahhoz, hogy kiaknázza a győzelmét. Bár a Bukovinában tevékenykedő csapatai egészen a Kárpátokig folytatták az előrenyomulást, a lucki szektorban tevékenykedő német csapatok (von Linsingen) ellencsapása megakasztotta az oroszok előrenyomulását a döntő ponton. Júliusban további orosz támadások indultak Lemberg irányában Bruszilov középső arcvonalszakaszáról, illetve Kovel felé, Lucktól északnyugatra; szeptember elejére azonban elmúlt a nyári győzelem katonai kiaknázásának lehetősége. Bruszilov kiszorította az osztrák-magyarokat Bukovinából, valamint Kelet-Galícia legnagyobb részéből, és hatalmas élőerő- és felszerelésbeli veszteségeket okozott nekik, azonban 1 000 000 főt veszített. Az offenzívájának azonban nagy következményekkel járó közvetett jelentősége volt. Először rákényszerítette a németeket, hogy vonjanak vissza több hadosztályt a nyugati frontról, ahol nagy szükség lett volna rájuk a verduni felőrlő támadásuk folytatásához. Másodszor siettette Románia szerencsétlen hadba lépését.

### Románia hadba lépése
Az Ionel Brătianu által vezetett román kormány, figyelmen kívül hagyva Románia katonai elmaradottságát és nyilvánvaló sebezhetőségét mind a bemélyedő erdélyi határon, mind a bolgár határon, engedett a szövetségesek sürgetésének és 1916. augusztus 27-én hadat üzent Ausztria–Magyarországnak. Azt hitték, hogy a központi hatalmak túlságosan le vannak kötve más frontokon ahhoz, hogy bármilyen komoly visszavágást megengedhessenek maguknak. Románia 23 hadosztályából mintegy tizenkettő három hadoszlopban lassan előrenyomult Erdélybe, ahol először mindössze öt osztrák–magyar hadosztály állt velük szemben.
A központi hatalmak visszavágása gyorsabb volt, mint az invázió sebessége: Németország, Törökország és Bulgária augusztus 28-án, 30-án, illetve szeptember 1-jén hadat üzent Romániának; és Falkenhayn már kidolgozta a terveket. Bár az 1916-os évre vonatkozó programjának kudarca miatt augusztus 29-én Hindenburg lépett a helyébe, Falkenhayn javaslatát, hogy Mackensen irányítsa a Románia elleni bolgár támadást, elfogadták. Falkenhayn maga az erdélyi front parancsnoka lett, amelyre átdobtak öt német és további két osztrák-magyar hadosztályt erősítésnek.
Szeptember 5-én Mackensen csapatai Bulgária felől lerohanták a tutrakani hídfőállást Bukaresttől délkeletre. Keleti irányú előrenyomulása miatt Dobrudzsa területére a románok ebbe a körzetbe dobták át a tartalékaikat, ahelyett, hogy az erdélyi hadműveletüket erősítették volna meg, ami ennek következtében elakadt. A közvetlenül Falkenhayn parancsnoksága alatt álló 9. hadsereg nemsokára támadást indított. Először a háromszázharminc kilométeres front déli végén, ahol visszavetette az egyik román oszlopot a Vöröstorony-hágóba, ezután a centrumban, ahol október 9-ig legyőzte a másik oszlopot Kronstadtnál (Brassónál). A románok azonban egy hónapig ellenálltak Falkenhayn próbálkozásának, hogy kiszorítsa őket a Vulkán- és a Szurduk-hágón át Havasalföld területére. Éppen azelőtt, hogy a téli havazás elzárta volna az utat, a németek bevették a két hágót és előretörtek déli irányban Târgu Jiu felé, ahol újabb győzelmet arattak. Ezután Mackensen nyugat felé fordult Dobrudzsából, átkelt a Dunán, majd összetartó irányú csapást mért Falkenhaynnal együtt Bukarest felé. Bukarest december 6-án elesett és a súlyos veszteségeket szenvedett román hadsereg csak Moldovába vonulhatott vissza, ahol az orosz csapatok megkésve támogatást nyújtottak nekik. A központi hatalmak most megszerezték Románia gabonamezőit és olajforrásait, az oroszoknak pedig újabb, négyszázkilencven kilométeres frontot kellett tartaniuk, az itteni csapatátdobások gyengítették a keleti front súlypontját Galíciában és Volhiniában.

## 1917
A harmadik háborús év kezdetén a cári birodalom katonai köreiben egyáltalán nem uralkodott katasztrófahangulat. Ellenkezőleg, meg voltak győződve róla, hogy új erőfeszítésekkel befolyásolni fogják a világháború alakulását. Az újabb kísérlet kezdetéig azonban Oroszország már a forradalom örvényébe került. A lakossági ellátás összeomlása megakadályozta a cári hadvezetőség újabb akcióit.

### Oroszország gazdasági összeomlása
1917-ben Oroszország kilépett a háborúból. Bár a harctevékenységek miatt súlyos ember- és területveszteségeket kellett elszenvedniük, nem a katonai helyzet volt az orosz birodalom összeomlásának fő oka. Az államnak több gondot okozott a gazdasági krízis, amelyet a háború váltott ki az országban. Ez olyan nagy hatással volt a lakosság moráljára, hogy a dinasztikus monarchia politikai rendszerét a februári forradalom elsöpörte. Mivel azonban a Kerenszkij által vezetett Ideiglenes Kormány sem akarta abbahagyni a háborút, és nem tudott javítani a lakosság helyzetén, bekövetkezett a bolsevikok hatalomátvétele. Az összeomlás az élelmiszerellátás krízisében mutatkozott meg, mind a hadseregben, mind a hátországban. Ez rontotta a csapatok harci morálját, amelyet a korábbi években elszenvedett hatalmas és láthatóan értelmetlen veszteségek is aláástak. Az alakulatok lényégében véve passzívak maradtak a forradalom során.

Az infláció növekedése 1914–17-ig

Az orosz kapitalizmus összeomlásának oka volt a pénzügyi rendszer összeomlása. A háborús erőfeszítések miatt a kormánynak óriási összegekre volt szüksége, hogy a haderőt kiépítse és fenntartsa. A kritikus pont az volt, hogy ezt a kiadott pénzt az államháztartás hogyan szerezze vissza. Erre a hadikölcsön-kampányban látták a megoldást. Ez a megoldás azonban visszaütött, az infláció nagy mértékben megnőtt, így az orosz kormánynak végül csak egy lehetősége maradt az államcsíny elkerülésére: nagy összegű pénzt nyomtattak, hogy az államot finanszírozni tudják. Ez azonban az infláció további növekedéséhez és ennek a gazdaságra gyakorolt destabilizáló hatásához vezetett.

### Az orosz forradalmak és a keleti front

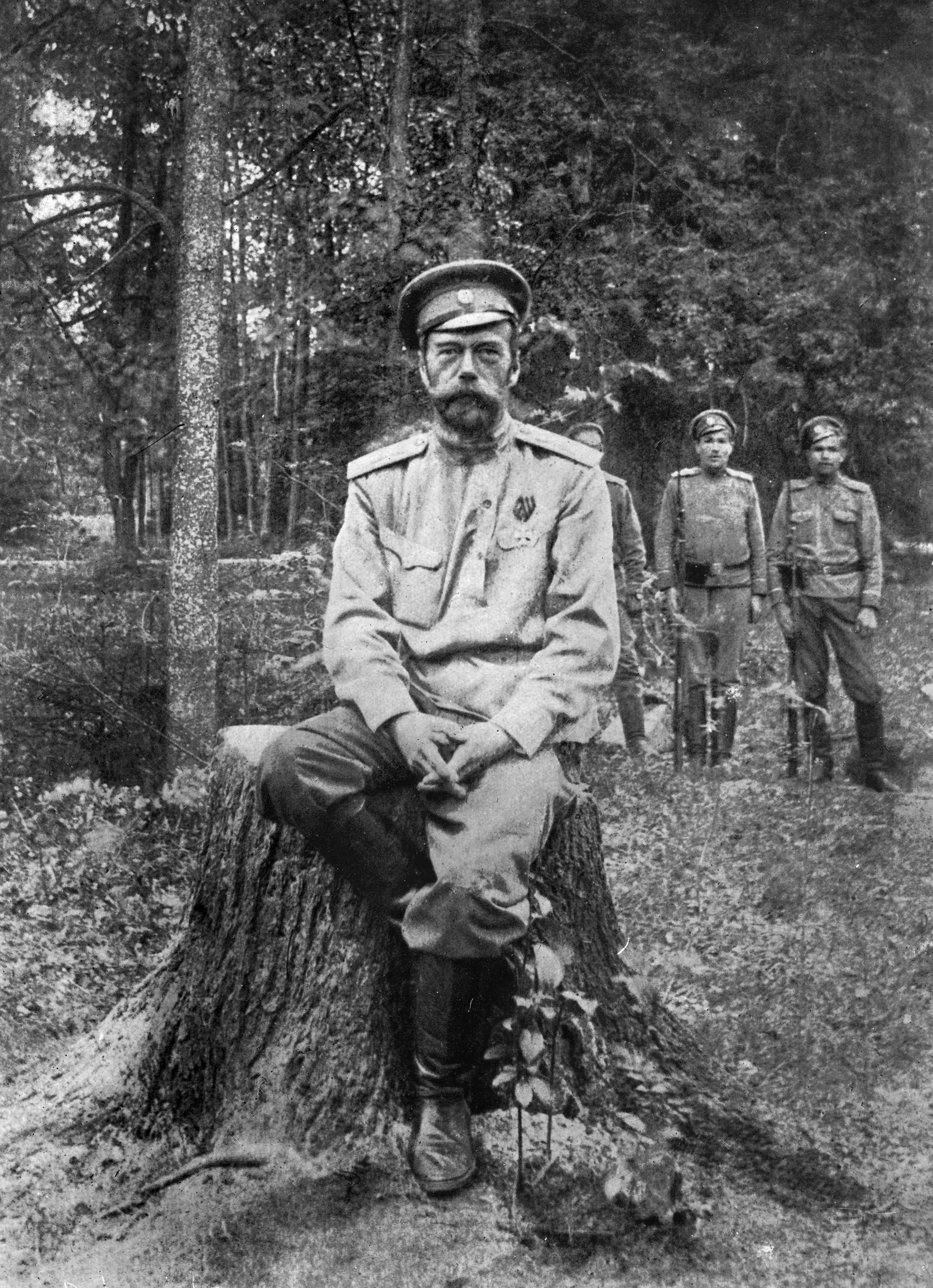
II. Miklós cár a lemondása után

Február 24-én zavargások törtek ki Szentpétervárott, amely gyorsan átterjedt más vidékekre is. Március 3-án II. Miklós lemondott. A forradalom megdöbbentette a nyugati szövetségeseket, és örömöt okozott a központi hatalmaknak. A cári rendszer helyébe lépő Ideiglenes Kormány folytatni akarta a háborút, a tekintélyét azonban csökkentették a szovjetek, vagy „munkás- és katonatanácsok” küldöttei. A szovjetek propagandája – beleértve a Pétervári Szovjet hírhedt utasítását (március 14.), amely felszólította a tengerész- és katonatanácsokat, hogy vegyék át az alakulatuk irányítását és ne foglalkozzanak a tisztjeik ellenállásával – a fegyelem maradékát is bomlasztani kezdte a sorozatos vereségek miatt amúgy is demoralizált csapatokban. Az Ideiglenes Kormány, hogy mentse a menthetőt és megpróbálja új életre kelteni a csapatok feletteseik iránti bizalmát, a sikeres Bruszilovot nevezte ki a hadsereg főparancsnokává.

A Kerenszkij-offenzíva térképe

Kerenszkij, aki 1917 májusától a hadügyminiszteri posztot betöltötte, úgy gondolta, hogy egy győztes offenzíva növelné az Ideiglenes Kormány tekintélyét és a csapatok harci kedvét, amellett csökkentené a nyugati frontra nehezedő nyomást. Az offenzívát azonban, amelyet a Délnyugati Front (Gutor) indított Kelet-Galíciában 1917. június 18-án (a Gergely-naptár szerint július 1-jén), tíz napon át tartó látványos előrenyomulás után váratlanul megállították, és a következő három héten katasztrofális menekülésbe torkollott. Bár a németek megállították az ellentámadásukat Galíciában, Tarnopolnál, szeptemberben újabb támadást indítottak Riga ellen, a front északi végén, októberben pedig kikötöttek az észt tengerpart melletti szigeteken, így kontrollálták Lettország legnagyobb részét és a Finn-öböl megközelítési útjait.
Eközben az anarchia egyre jobban elterjedt Oroszországban. Mi több, a korábbi birodalom számos nem orosz népe kikiáltotta a függetlenségét – vagy önmaguktól, vagy az országaikat megszálló németek győzködésére. A finnek, az észtek, a lettek, a litvánok és a lengyelek 1917 végére mind többé-kevésbé az elszakadás állapotában voltak, amelyből létrejöttek a háború utáni korszak független államai; ugyanakkor az ukránok, grúzok, örmények és azerbajdzsániak is ugyanilyen aktívak voltak a saját nacionalista mozgalmaikban.
Az októberi forradalommal Oroszország háborús részvétele gyakorlatilag véget ért. Lenin híres kiáltványa, a Dekrétum a földről (október 25.), aláásta a keleti frontot, ugyanis széles körű dezertálást váltott ki (a katonák profitálni akartak korábbi földesuraik birtokainak kisajátításából). November 12-én az új bolsevik kormány egységesen elrendelte a harctevékenységek beszüntetését a központi hatalmak és a törökök ellen.

## A breszt-litovszki béke és Németország kapitulációja

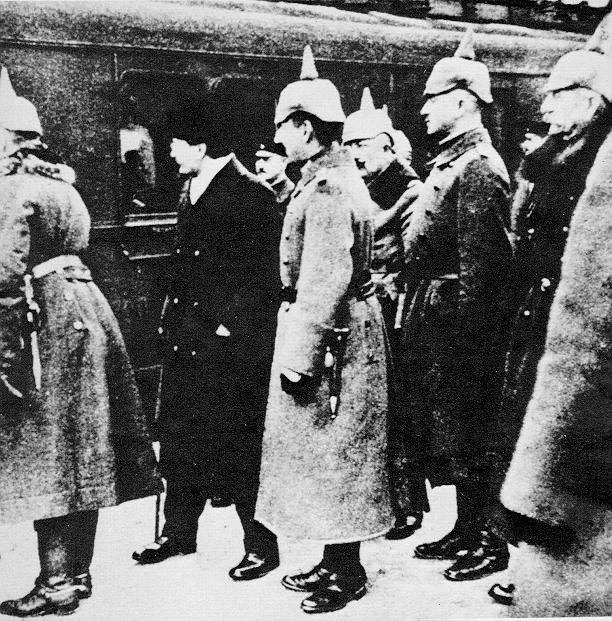
A Trockij vezette szovjet delegációt fogadják a német tisztek

Miután már 1917-ben fegyverszünetet kötöttek a központi hatalmakkal, a bolsevik tárgyalódelegáció 1918 februárjában megkezdte a békeszerződés megtárgyalását. A németek elsősorban azt akarták, hogy csapatokat tudjanak átdobni innen a nyugati frontra, ugyanakkor megpróbálták a nemzeti önrendelkezés elvére hivatkozva elérni, hogy minél több területet válasszanak le Kelet-Európából a forradalmi Oroszországról. A bolsevikok azért akartak békét, hogy szabad legyen a kezük és konszolidálhassák a rendszerüket keleten, azzal az elképzeléssel, hogy képesek lesznek nyugati irányban terjeszkedni, amint eljön az ideje. Mivel a Trockij vezette tárgyalódelegációval sokáig nem jutottak megegyezésre, a fegyverszünet lejárta után a németek felújították a támadásukat a balti államokban és Belorussziában. Az előző napon, február 17-én a Központi Bizottság Trockij jelenlétében összeült, és Lenin személyesen kérdezte meg a tagok véleményét a békekötésről. Azt akarta ezzel elérni, hogy mindenki személyen vállalja a felelősséget a döntésért. Szűk többséggel azonban felülkerekedett Trockij álláspontja. Másnap este a KB rendkívüli ülésén Lenin kijelentette: „A történelem azt fogja mondani, Önök kiszolgáltatták a forradalmat.” Érvelésével végre sikerült megnyernie a jelenlevők (többek között Trockij és Sztálin) egy részét, és elutasították a korábbi, a békekötés elvetésére vonatkozó „se háború, se béke” álláspontot. (Trockij mindazonáltal 21-én tapogatózni próbált az antantnál, milyen támogatásra számíthatnak, ha nem írják alá a békét.) 23-án a németek újabb ultimátumot adtak másnap reggel hét óráig. Lenin bejelentette: „Ezeket a feltételeket alá kell írni. Ha nem írják alá, akkor három héttel később a szovjethatalom halálos ítéletét fogják aláírni.” Végül elérte, amit akart: a KB jóváhagyta a béke aláírását. A döntést az utolsó pillanatban hozták meg: a központi hatalmak elutasító válasz esetén rájöttek volna, hogy a bolsevikoktól többé semmit nem várhatnak. Nyilván megszállták volna Oroszország központi területeit, és megdöntik a bolsevikok uralmát.
A breszt-litovszki béke, amelyet 1918. március 3-án írtak alá, jelentős területi veszteségeket tartalmazott, Szovjet-Oroszország például lemondott a lengyelországi, litvániai és kurlandi területi igényekről. Észtországot és Livóniát továbbra is megszállva tartották a német rendőri alakulatok. Ukrajna és Finnország elnyerte a függetlenséget. Először Németország lemondott arról, hogy Oroszország jóvátételt fizessen. 1918. augusztus 27-én viszont újabb szerződést írtak alá, amely hat millió arany márka jóvátételt írt elő Oroszország részéről, és amelyben a szovjetek lemondtak Lettországról és Grúziáról is. Cserébe a Német Birodalom visszavonta a csapatait Fehéroroszországból és megígérte, hogy nem avatkozik be az orosz polgárháborúban az ellenség oldalán. Ukrajnát ezzel szemben a német csapatok a háború végéig megszállva tartották.
Németország a most felszabadult alakulatokkal a tavaszi offenzíva során nyugaton megpróbálta elérni a döntést, azonban az 1917 óta amerikai csapatokkal is megerősített nyugati frontot nem sikerült véglegesen áttörni. Ezután az OHL azt ajánlotta, hogy kezdjenek tárgyalásokba az antanttal a fegyverszünetről és vessenek véget a háborúnak. 1918. november 11-én a compiègne-i fegyverszünettel véget ért az első világháború.

## Veszteségek

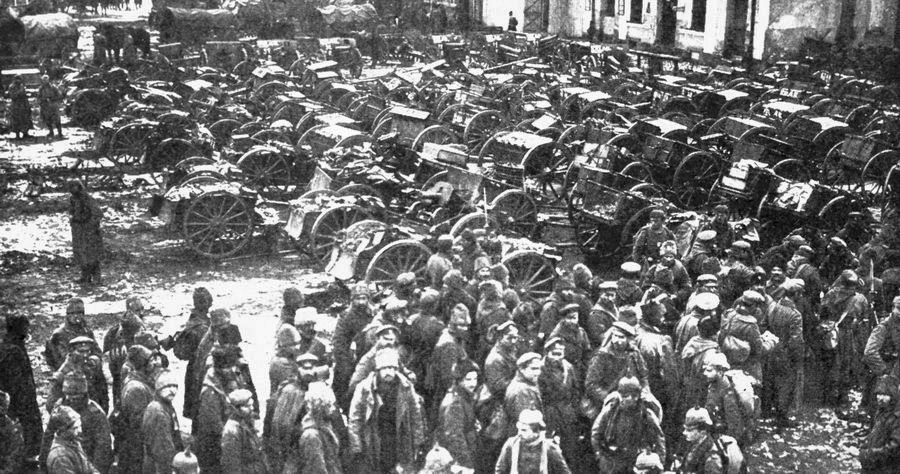
Orosz foglyok a tannenbergi csata után

Az oroszok veszteségeit a hiányos statisztikák miatt nehéz megállapítani. Régebben szokás volt mintegy 1 300 000 halottal számoltak. Ez a szám, amennyiben valós adat, megfelelne Franciaország és az Osztrák–Magyar Monarchia veszteségeinek. Ma már magasabbra teszik a történészek Oroszország veszteségeit a keleti fronton. Oroszország a 3 900 000 hadifoglyot is számítva a legtöbb veszteséget szenvedte el: Ausztria-Magyarország 2 200 000 főnyi hadifoglyot veszített. A nyugati fronton összesen 1 300 000 katona esett fogságba, ennek viszont a lövészárok-hadviselés sajátos volt az oka.

## Fordítás
- Ez a szócikk részben vagy egészben  az   Ostfront (Erster Weltkrieg) című német Wikipédia-szócikk ezen változatának fordításán alapul.  Az eredeti cikk szerkesztőit annak laptörténete sorolja fel. Ez a jelzés csupán a megfogalmazás eredetét és a szerzői jogokat jelzi, nem szolgál a cikkben szereplő információk forrásmegjelöléseként.